# Pavel Yakovlev
Pavel Andreyevich Yakovlev (tiếng Nga: Павел Андреевич Яковлев; sinh ngày 28 tháng 8 năm 1997) là một cầu thủ bóng đá người Nga. Anh thi đấu cho F.K. Spartak Kostroma.

## Sự nghiệp câu lạc bộ
Anh ra mắt chuyên nghiệp tại Giải bóng đá chuyên nghiệp quốc gia Nga cho F.K. Spartak Kostroma vào ngày 7 tháng 5 năm 2014 trong trận đấu với FC Pskov-747.